# Уильямсдейл
Уильямсдейл (англ. Williamsdale) — деревня в округе Таггеранонг, Австралия . Расположена на шоссе Монаро. Железнодорожная станция на линии Бомбала. Открыта 29 августа 1891 года, закрыта 9 марта 1975 года. Автозаправочная станция.